# Wykrot (gromada)
Wykrot – dawna gromada, czyli najmniejsza jednostka podziału terytorialnego Polskiej Rzeczypospolitej Ludowej w latach 1954–1972.
Gromady, z gromadzkimi radami narodowymi (GRN) jako organami władzy najniższego stopnia na wsi, funkcjonowały od reformy reorganizującej administrację wiejską przeprowadzonej jesienią 1954 do momentu ich zniesienia z dniem 1 stycznia 1973, tym samym wypierając organizację gminną w latach 1954–1972.
Gromadę Wykrot z siedzibą GRN w Wykrocie utworzono – jako jedną z 8759 gromad na obszarze Polski – w powiecie ostrołęckim w woj. warszawskim, na mocy uchwały nr VI/10/10/54 WRN w Warszawie z dnia 5 października 1954. W skład jednostki weszły obszary dotychczasowych gromad Drężek, Gadomskie, Wydmusy i Wykrot ze zniesionej gminy Myszyniec w tymże powiecie. Dla gromady ustalono 21 członków gromadzkiej rady narodowej.
31 grudnia 1959 do gromady Wykrot przyłączono obszar zniesionej gromady Niedźwiedź w tymże powiecie (bez wsi Krysiaki).
31 grudnia 1961 do gromady Wykrot włączono wieś Zalesie ze zniesionej gromady Wach oraz wieś Krysiaki ze zniesionej gromady Wolkowe w tymże powiecie.
Gromada przetrwała do końca 1972 roku, czyli do kolejnej reformy gminnej.